# Consciència de classe
La consciència de classe és un concepte propi del socialisme i prové principalment de la teoria marxista, que fa referència a la possibilitat que una classe social tingui consciència de la seva pròpia posició social i de la seva capacitat d'actuar per promoure els seus interessos.

## Teoria marxista
Mentre que el teòric alemany Karl Marx utilitzava rarament el terme "consciència de classe", sí que va fer la distinció entre "classe en si mateixa", que es defineix com una categoria de persones que tenen una relació comuna amb els mitjans de producció, i una "classe per si mateixa", que es defineix com un estrat organitzat en la recerca dels seus propis interessos.
Definir la classe social d'una persona pot ser un factor determinant per a la seva consciència. Els marxistes defineixen les classes a partir de la seva relació amb els mitjans de producció, especialment sobre si posseeixen capital. Científics socials no marxistes distingeixen diversos estrats socials en funció de la renda, l'ocupació o l'estatus.
A principis del segle XX es van produir grans discussions entorn de la idea de l'actuació política d'una avantguarda conscient sobre la massa obrera. Lenin en "Què fer?", 1902, va sostenir la idea que els intel·lectuals havien de desenvolupar la consciència política del proletariat a causa del retard d'aquests en aquest camp. No obstant això, 15 anys més tard, el 1917, en proposar el pas de "tot el poder als soviets d'obrers, camperols, soldats i mariners" va adscriure un grau de consciència superior a aquest mateix proletariat, tal com per dirigir el camí al comunisme i demanar que els intel·lectuals se sotmetessin a la "disciplina proletària".
Rosa Luxemburg, des d'Alemanya, on el desenvolupament de les forces productives era bastant més gran que a Rússia, va argumentar, en certa manera, contra la predominància en el paper de conscienciació de les masses del partit obrer. Això es deu al fet que a Alemanya la socialdemocràcia i els partits burocratitzats frenaven, al seu parer, l'avanç del proletariat.
Gramsci donaria suport després a una posició no distant de la de Rosa Luxemburg, però tampoc llunyana de la de Lenin, atès que reconeixia les limitacions de l'anomenat "espontaneisme" però no li negava valor, ni capacitat de fomentar la consciència de classe.
Als esdeveniments que suposaven conductes contradictòries presents en un percentatge significatiu de la població no-burgesa se'ls va identificar com contradiccions de classe, cosa que va ser posteriorment qüestionada per part del marxisme que postulava que la consciència de classe podia contenir en si mateixa espais de contradicció de classe a causa de la manera totalitzant en què opera el capitalisme sobre la societat.

## György Lukács, "Història i consciència de classe" (1923)
La consciència de classe, tal com es descriu a la famosa "Història i consciència de classe" de Gyögy Lukács (1923), s'oposa a qualsevol concepció psicològica de la consciència, que constitueix la base de la psicologia individual o de massa (vegeu Freud o, abans d'ell, Gustave Le Bon). Segons Lukács, cada classe social té una consciència de classe determinada que pot assolir. En efecte, a diferència de la concepció liberal de la consciència com a base de la llibertat individual i del contracte social, la consciència de classe marxista no és un origen, sinó una consecució (és a dir, s'ha de guanyar). Per tant, mai no s'assegura: la consciència de classe del proletariat és el resultat d'una lluita permanent per comprendre la “totalitat concreta” del procés històric.
Segons Lukács, el proletariat és la primera classe de la història que pot assolir una veritable consciència de classe a causa de la seva posició específica, destacada en el Manifest Comunista com la "negació viva" del capitalisme. Totes les altres classes, inclosa la burgesia, es limiten a una "falsa consciència" que els impedeix comprendre la totalitat de la història: en lloc de comprendre cada moment concret com una part d'un procés històric suposadament determinista, la universalitzen i creuen que és etern. Per tant, el capitalisme no es pensa com una fase específica de la història, sinó que es naturalitza i es considera com una part eterna solidificada de la història. Diu Lukács, que aquesta "falsa consciència", que forma la pròpia ideologia, no és un simple error com en la filosofia clàssica, sinó una il·lusió que no es pot dissipar.
Marx ho va descriure en la seva teoria del fetitxisme de la mercaderia, que Lukács va completar amb el seu concepte de reïficació en el qual l'alienació és el que segueix l'allunyament del treballador del món després de la nova vida adquirida pel producte de la seva obra. La ideologia burgesa dominant porta, doncs, a l'individu a veure que l'assoliment del seu treball pot portar una vida pròpia. A més, l'especialització també es considera com una característica de la ideologia del racionalisme modern, que crea dominis específics i independents (art, política, ciència i similars). Lukács argumenta que només una perspectiva global pot indicar com interaccionen tots aquests diferents dominis. També assenyala com Immanuel Kant va portar al seu límit l'oposició clàssica entre la forma abstracta i el contingut concret i històric, que es concep abstractament com a irracional i contingent. Per tant, amb la història del sistema racional de Kant esdevé totalment contingent i és per tant ignorada. Només amb la dialèctica de Georg Wilhelm Friedrich Hegel es pot trobar una mediació entre la forma abstracta i la noció abstracta d'un contingut concret.
Tot i que el burgès perd el seu punt de vista individual en un intent de comprendre la realitat de la totalitat de la societat i del procés històric, és condemnat a una forma de falsa consciència. Com a individu, veurà sempre el resultat col·lectiu de les accions individuals com una forma de “llei objectiva” a la qual s'ha de sotmetre (el liberalisme ha arribat fins a veure una mà invisible en aquests resultats col·lectius, fent del capitalisme el millor de tots els mons possibles). Per contra, el proletariat seria, segons Lukács, la primera classe de la història amb la possibilitat d'aconseguir una veritable forma de consciència de classe, atorgant-li coneixement de la totalitat del procés històric.
El proletariat pren el lloc del Weltgeist de Hegel ("Esperit del Món"), que aconsegueix la història a través de Volksgeist ("l'esperit del poble"): la concepció idealista d'un Esperit abstracte que fa història, que acaba en el regne de la raó, és substituïda. per una concepció materialista basada no en esperits mítics, sinó en un "subjecte-objecte de la història" concret: el proletariat. El proletariat és a la vegada "objecte" de la història, creat per la formació social capitalista, però també és el "subjecte" de la història, ja que és el seu treball el que configura el món i, per tant, el coneixement de si mateix és també, necessàriament, coneixement de la realitat i de la totalitat del procés històric. La consciència de classe del proletariat no és immediata. La consciència de classe no s'ha d'equivocar tampoc amb la consciència del futur i dels interessos col·lectius, contraris als interessos immediats personals.
La possibilitat de la consciència de classe ve donada pel procés objectiu de la història, que transforma el proletariat en una mercaderia, per tant, objectivant-la. Per tant, la consciència de classe no és un simple acte subjectiu: "com la consciència no és la consciència d'un objecte oposat a si mateix, sinó la consciència de l'objecte, l'acte de ser conscient d'un mateix pertorba la forma d'objectivitat del seu objecte". Dit d'una altra manera, en lloc del subjecte burgès i el seu corresponent concepte ideològic de lliure albir individual, el proletariat s'ha transformat en un objecte (una mercaderia) que, quan pren consciència de si mateix, transforma l'estructura mateixa de l'objectivitat, és a dir. realitat
Aquest paper específic del proletariat és conseqüència de la seva posició específica. Així, per primera vegada, la consciència de si mateixa (consciència de classe) és també consciència de la totalitat (coneixement de tot el procés social i històric). A través del materialisme dialèctic, el proletariat entén que allò que el burgès individual concebia com a "lleis" similars a les lleis de la naturalesa, que pot ser manipulat només com en el somni de René Descartes, però no canviat, és en realitat el resultat d'un procés social i històric, que es pot controlar. A més, només el materialisme dialèctic enllaça tots els dominis especialitzats, que el racionalisme modern només pot pensar com a separats en lloc de formar una totalitat.
Només el proletariat pot entendre que les anomenades "lleis eternes de l'economia" no són en realitat més que la forma històrica presa pel procés social i econòmic en una societat capitalista. Com que aquestes "lleis" són el resultat de les accions col·lectives dels individus i són creades per la societat, Marx i Lukács van raonar que això significava necessàriament que es podrien canviar.
Com a "expressió del propi procés revolucionari", el materialisme dialèctic, que és l'única teoria amb comprensió de la totalitat del procés històric, és la teoria que pot ajudar el proletariat en la seva "lluita per la consciència de classe". Tot i que Lukács no contesta la primacia marxista de la base econòmica sobre la superestructura ideològica (no confondre amb el vulgar determinisme econòmic), considera que hi ha un lloc per a la lluita autònoma per a la consciència de classes.
Per assolir una unitat de teoria i praxi, la teoria no només ha de tendir cap a la realitat en un intent de canviar-la, la realitat també ha de tendir cap a la teoria. Altrament, el procés històric porta una vida pròpia, mentre que els teòrics fan les seves pròpies petites teories, esperant desesperadament algun tipus de possible influència sobre el procés històric. En endavant, la realitat mateixa ha de tendir cap a la teoria, convertint-la en “l'expressió del propi procés revolucionari”. Al seu torn, una teoria que té com a objectiu ajudar el proletariat a assolir la consciència de classe ha de ser primer una "teoria objectiva de la consciència de classe". Tanmateix, la teoria en si mateixa és insuficient i, en definitiva, es basa en la lluita de la humanitat i del proletariat per la consciència: la "teoria objectiva de la consciència de classe és només la teoria de la seva possibilitat objectiva"